# Torneo di Viareggio 1959
Il Torneo di Viareggio 1959 è stata l'undicesima edizione del torneo calcistico riservato alle formazioni giovanili di squadre di tutto il mondo ed organizzato dalla CGC Viareggio. Ad aggiudicarsi il torneo è stato il Milan per la quinta volta nella storia della competizione.
Le 8 squadre partecipanti arrivavano da 4 Paesi differenti e la maggior parte di esse, 5, dall'Italia. La formula del torneo cambiò nuovamente, tornando a quella di due edizioni prima, con sole 8 squadre partecipanti e primo turno disputato con partite di andata e ritorno, e a seguire semifinali e finali a eliminazione diretta.

## Squadre partecipanti
Squadre italiane
- Fiorentina
- Juventus
- Milan
- Roma
- Sampdoria

Squadre europee
- Rapid Vienna -
- RC France -
- Partizan -

## Formato
Le 8 squadre sono organizzate in diversi turni ad eliminazione diretta. Il primo turno, i quarti di finale, prevedono gare di andata e ritorno. A seguire semifinali e finali ad eliminazione diretta.

## Tabellone Torneo
|  | Quarti di finale | Quarti di finale | Quarti di finale | Quarti di finale | Quarti di finale |   |          | Semifinali | Semifinali | Semifinali |            |                 | Finale          | Finale          | Finale |  |
|  |                  |                  |                  |                  |                  |   |          |            |            |            |            |                 |                 |                 |        |  |
|  | Milan            | Milan            | 2                | 2                | 4                |   |          |            |            |            |            |                 |                 |                 |        |  |
|  | Milan            | Milan            | 2                | 2                | 4                |   |          |            |            |            |            |                 |                 |                 |        |  |
|  | RC France        | RC France        | 1                | 1                | 2                |   |          |            |            |            |            |                 |                 |                 |        |  |
|  | RC France        | RC France        | 1                | 1                | 2                |   | Milan    | Milan      | 1          |            |            |                 |                 |                 |        |  |
|  |                  |                  |                  |                  |                  |   | Milan    | Milan      | 1          |            |            |                 |                 |                 |        |  |
|  |                  |                  | Fiorentina       | Fiorentina       | 0                |   |          |            |            |            |            |                 |                 |                 |        |  |
|  | Fiorentina       | Fiorentina       | Fiorentina       | Fiorentina       | 0                | 2 | 3        | 5          |            |            |            |                 |                 |                 |        |  |
|  | Fiorentina       | Fiorentina       |                  |                  |                  |   |          | 5          |            |            |            |                 |                 |                 |        |  |
|  | Rapid Vienna     | Rapid Vienna     | 1                | 1                | 2                |   |          |            |            |            |            |                 |                 |                 |        |  |
|  | Rapid Vienna     | Rapid Vienna     | 1                | 1                | 2                |   | Milan    | Milan      | 2          |            |            |                 |                 |                 |        |  |
|  |                  |                  |                  |                  |                  |   |          |            |            |            |            |                 |                 |                 |        |  |
|  |                  |                  | Partizan         | Partizan         | 1                |   |          |            |            |            |            |                 |                 |                 |        |  |
|  | Partizan         | Partizan         | Partizan         | Partizan         | 1                | 2 | 3        | 5          |            |            |            |                 |                 |                 |        |  |
|  | Partizan         | Partizan         |                  |                  |                  | 2 | 3        | 5          |            |            |            |                 |                 |                 |        |  |
|  | Sampdoria        | Sampdoria        | 1                | 0                | 1                |   |          |            |            |            |            |                 |                 |                 |        |  |
|  | Sampdoria        | Sampdoria        | 1                | 0                | 1                |   | Partizan | Partizan   | 4          |            |            | Finale 3º posto | Finale 3º posto | Finale 3º posto |        |  |
|  |                  |                  |                  |                  |                  |   | Partizan | Partizan   | 4          |            |            |                 |                 |                 |        |  |
|  |                  |                  | Roma             | Roma             | 1                |   |          |            |            |            |            |                 |                 |                 |        |  |
|  | Juventus         | Juventus         | Roma             | Roma             | 1                | 0 | 0        | 0          |            |            | Fiorentina | Fiorentina      | 8               |                 |        |  |
|  | Juventus         | Juventus         |                  |                  |                  |   |          | 0          |            |            | Fiorentina | Fiorentina      | 8               |                 |        |  |
|  | Roma             | Roma             | 0                | 2                | 2                |   |          | Roma       | Roma       | 0          |            |                 |                 |                 |        |  |

## Finale[1]
| Arbitro: | Jonni (Macerata) |

|                                                                                               |            |                                                                                                 |
| Ferrario 27’, 84’                                                                             | Marcatori  | 5’ Kovacevic                                                                                    |
| Ducati Noletti Trebbi Pelagalli Salvadore Trapattoni Balestra Seregni Barzaghi Ferrario Testa | Formazioni | Miloradovic Zofic Jusufj Mitic Jovanovic Miladinovic Cebinac Zuczdam Kovacevic Cebinac II Srdam |